# Cumbernauld
Cumbernauld je skotské město ležící v centrálním pásu mezi městy Glasgow a Falkirk v kraji Severní Lanarkshire. Město vzniklo v roce 1956, jako satelitní město Glasgow. Původní vesnice je ovšem na tomto místě známa již od dob Římanů.

## Partnerské město
- Bron – Francie